# Marian Jerzak

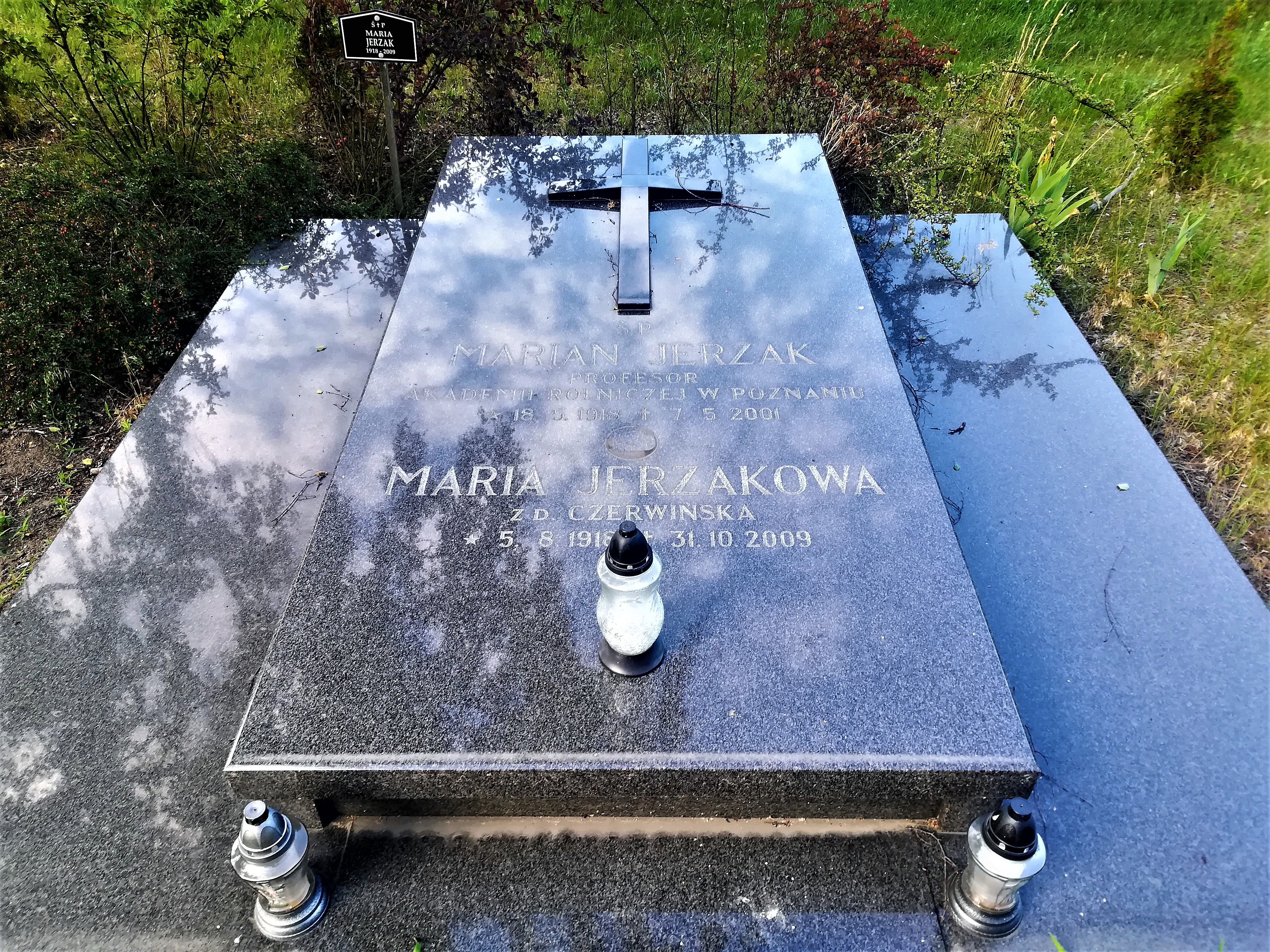
Grób na Cmentarzu Junikowskim

Marian Jerzak (ur. 12 maja 1918 w Poznaniu, zm. 7 maja 2001) – profesor Akademii Rolniczej w Poznaniu, ekonomista rolny, specjalista w zakresie ekonomiki produkcji zwierzęcej, organizator nauki, wydawca, publicysta, działacz społeczny, założyciel i pierwszy dyrektor Centrum Doradztwa Rolniczego.
Był naukowcem Uniwersytetu Przyrodniczego w Poznaniu, założycielem i redaktorem naczelnym czasopism Agronom oraz Służba Rolna i wieloletnim przewodniczącym Rady Muzeum Narodowego Rolnictwa i Przemysłu Rolno-Spożywczego w Szreniawie. W 1969 otrzymał nagrodę miasta Poznania.
W 2013 w Muzeum w Szreniawie odsłonięto tablicę pamiątkową ku jego czci (aktu tego dokonali m.in. dr Zofia Szalczyk, prof. Grzegorz Skrzypczak i prof. Stanisław Dzięgielewski).